# کریم ارغنده‌پور
کریم ارغنده‌پور روزنامه‌نگار و سیاست‌مدار اصلاح‌طلب ایرانی است. او عضو شورای مرکزی جبهه مشارکت، عضو هیأت مدیره انجمن صنفی روزنامه‌نگاران است.
ارغنده‌پور سردبیر یا عضو شورای سردبیری روزنامه‌های توقیف شده مشارکت، صبح امروز، نوروز، وقایع اتفاقیه، اقبال و یاس نو بوده‌است و در تحریریه روزنامه سلام نیز حضور داشت.